# Leuctra zwicki
Leuctra zwicki är en bäcksländeart som beskrevs av Ravizza, C. och Vinçon 1991. Leuctra zwicki ingår i släktet Leuctra och familjen smalbäcksländor. Inga underarter finns listade i Catalogue of Life.